# Uguaglianza sociale

Luigi Taparelli d'Azeglio

L'uguaglianza sociale – che si applica ai diritti e ai doveri della persona, considerati in termini di giustizia – è un ideale che dà ad ognuno, indipendentemente dalla sua posizione sociale e dalla sua provenienza, la possibilità di essere considerato alla pari di tutti gli altri individui in ogni contesto. Si tratta di un ideale presente, almeno come tale, in tutti i paesi democratici, come rivendicazione di pari dignità individuale e sociale per tutti.
Mentre il concetto di giustizia sociale può essere ricondotto alla teologia di sant'Agostino e alla filosofia di Thomas Paine, il termine "giustizia sociale" iniziò ad essere esplicitamente utilizzato negli anni '80 del 1700. Al sacerdote gesuita Luigi Taparelli d'Azeglio viene tipicamente riconosciuto l'aver coniato il termine, che si è poi diffuso durante i moti rivoluzionari del 1848 attraverso le opere di Antonio Rosmini.

## Storia
Studi antropologici su siti archeologici indicano l'esistenza di una sostanziale uguaglianza nelle società di cacciatori-raccoglitori mentre con l'avvento dell'agricoltura si rilevano gli inizi delle disuguaglianze.

## Concetti di base
L'uguaglianza sociale è una situazione per cui tutti gli individui all'interno di società o gruppi specifici isolati debbano avere lo stesso stato di rispettabilità sociale.
Come minimo, l'uguaglianza sociale comprende la parità di diritti umani e individuali secondo la legge. Esempi sono la sicurezza, il diritto di voto, la libertà di parola e di riunione, e dei diritti di proprietà. Tuttavia, essa comprende anche l'accesso all'istruzione, l'assistenza sanitaria e altri basilari diritti sociali, ed inoltre pari opportunità e obblighi.
Genere sessuale, orientamento sessuale, età, origine, casta o classe, reddito e proprietà, lingua, religione, convinzioni, opinioni, salute o disabilità non devono tradursi in una disparità di trattamento. Un problema aperto è la disuguaglianza orizzontale, la disuguaglianza di due persone della stessa origine e capacità. Nel mondo contemporaneo, poi, "i confini dell’uguaglianza sociale si spostano in avanti: dopo le importanti conquiste dei diritti sociali, legate alle lotte di emancipazione dei lavoratori e alla costruzione dei moderni welfare state, si apre oggi un piano di azione per una emancipazione ulteriore, che ha caratteristiche più sottili e insieme più profonde: quelle della agibilità effettiva dei diritti sociali formalmente sanciti e del pieno dispiegamento delle capacità individuali ancora compresse o sotto-utilizzate per una larga parte della popolazione. In questi termini appare evidente la natura «universalistica» delle nuove politiche, come politiche per la promozione delle capacità e l’empowerment di tutti i cittadini. Il principio universalistico dunque è costitutivo dell’approccio di queste nuove politiche".

## In filosofia
L'uguaglianza in termini aristotelici è l'analogia delle parti da attribuire a soggetti uguali rispetto a qualche caratteristica specifica (eguaglianza proporzionale) o la pura uguaglianza matematica. Ci sono diverse forme di uguaglianza relative alle persone e alle situazioni sociali. Per esempio, si può considerare la parità tra i sessi per quanto riguarda l'accesso al lavoro; le persone interessate sono di sesso opposto, la cui situazione sociale comune è l'accesso all'occupazione. Allo stesso modo, la parità di opportunità, in senso generale, implica l'idea che le persone dovrebbero essere nelle stesse condizioni di partenza nella vita, ovvero che tutti dovrebbero avere pari opportunità indipendentemente dalla loro nascita e successione.
Peraltro, una perfetta uguaglianza sociale è una situazione ideale che, per vari motivi, non ha riscontro in alcuna società odierna. Le ragioni di ciò sono ampiamente dibattute: circostanze concrete, addotte per il perpetrarsi della disuguaglianza sociale, sono comunemente ritenute l'economia, l'immigrazione/emigrazione, la politica estera e gli altri vincoli di cui soffre la politica nazionale.

## Storia delle idee
L'uguaglianza sociale è un obiettivo politico soprattutto dei partiti di ispirazione socialista in tutte le sue variegature storiche. Il concetto di uguaglianza anche in massoneria è estremamente importante, divenendone uno dei cardini unitamente alla tolleranza ed alla fratellanza. Le battaglie in questa direzione hanno avuto un apice con l'abolizione dei privilegi della rivoluzione americana del 1791. La prima parla di Dichiarazione dei diritti dell'uomo e del cittadino, versione francese del 1789, comincia così: «Les hommes naissent et demeurent libres et égaux en droits» (Gli uomini nascono e rimangono liberi e uguali nei diritti). In antitesi vi è il concetto di gerarchia meritocratica tipico della destra, mentre un sincretismo può considerarsi il "comunitarismo". Un controesempio di uguaglianza sociale è stata ritenuta la disuguaglianza sociale dell'Europa medievale.

### Medioevo
Il concetto di uguaglianza tra le persone si riscontra anche in epoca medievale. Si tratta di un concetto ereditato dall'epoca della cavalleria (che raggiunse il suo apice durante il XII secolo), dove grande importanza aveva l'ideale secondo cui la vera nobiltà sgorgava dal cuore delle persone, i quali quindi sarebbero stati al fondo tutti uguali.
(Boccaccio, Decameron)
Tra gli studiosi dell'epoca medievale c'è chi (si può citare Huizinga) rintraccia in quei documenti che testimoniano la diffusione di questo principio i presupposti per poter parlare dell'esistenza di un ideale egualitaristico già in epoca medievale. Se così fosse, nonostante la grande diffusione nella letteratura di corte dell'epoca, andrebbe comunque sottolineato come questo primitivo concetto di uguaglianza si limiti tuttavia a una mera considerazione di natura morale, senza che sia minimamente avvertita la necessità, da parte di chi abbraccia tale ideale (nella fattispecie i membri della nobiltà), di attivarsi per operare attivamente sulla società per ridurre le disuguaglianze esistenti. Ciò si può anche spiegare in base al fatto che durante il Medioevo dominava nella cultura popolare e nobiliare una visione della società divisa in classi, regolate da rapporti gerarchici ben precisi secondo un ordine che non poteva essere messo in discussione, in quanto emanazione diretta della Divinità. Rimanendo nell'ambito di questa interpretazione, l'unica nozione diffusa relativa all'uguaglianza tra le persone, al di fuori dei già nominati ideali nobiliari, è l'uguaglianza di tutti di fronte alla morte.

## Nella Costituzione italiana
In Italia il principio è riconosciuto nell'art. 3 della Costituzione il quale afferma che:
 (eguaglianza in senso formale)
Quest'articolo esprime il principio di uguaglianza in base al quale non devono essere attuate discriminazioni di alcun genere tra i cittadini. Tale principio può apparire scontato ma ci sono state, anche in tempi recenti, situazioni in cui esso non era assolutamente riconosciuto.
Concludendo, poi, che:
 (eguaglianza in senso sostanziale)